# 1970 dans les chemins de fer
Chronologie des chemins de fer
1969 dans les chemins de fer - 1970 - 1971 dans les chemins de fer

## Évènements
- 27 mars, France : un train de marchandises part à la dérive sur la ligne Pau - Canfranc (frontière) dans les Pyrénées et déraille en entrainant le pont à poutres métalliques de l'Estanguet dans le gave d'Aspe, sans faire de victimes. Fermée par étapes, la ligne est abandonnée depuis avant d'être partiellement rouverte mais le pont n'ayant pas été reconstruit, elle ne dessert plus la gare internationale de Canfranc en Espagne. Les deux régions limitrophes ont dans les années 2010 affirmaient leur souhait de réouverture de la ligne.
- 26 octobre, Afrique de l'Est: début de la construction du chemin de fer Tanzanie-Zambie (Tan-Zam) financé par la Chine communiste (fin en 1975)[1].
- 12 décembre France : à 12 h, dernière liaison à vapeur de la banlieue parisienne[2] au départ de la gare d'Ermont - Eaubonne.

## Marquages et livrées
- SNCF : adoption de la livrée C 160 vert et gris aluminium pour les voitures aptes aux 160 km/h. Elle sera généralisée en 1978.